# 72 Seasons
72 Seasons är Metallicas elfte studioalbum. Albumet gavs ut den 14 april 2023 på bandets egen etikett Blackened Recordings och är producerat av Greg Fidelman tillsammans med James Hetfield och Lars Ulrich. Det är bandets andra album producerat av Greg Fidelman. Han producerade också Hardwired... to Self-Destruct (2016). 

## Låtlista
| Nr           | Titel                  | Längd |
| ------------ | ---------------------- | ----- |
| 1.           | 72 Seasons             | 7:39  |
| 2.           | Shadows Follow         | 6:12  |
| 3.           | Screaming Suicide      | 5:30  |
| 4.           | Sleepwalk My Life Away | 6:56  |
| 5.           | You Must Burn!         | 7:03  |
| 6.           | Lux Æterna             | 3:22  |
| 7.           | Crown of Barbed Wire   | 5:49  |
| 8.           | Chasing Light          | 6:45  |
| 9.           | If Darkness Had a Son  | 6:36  |
| 10.          | Too Far Gone?          | 4:34  |
| 11.          | Room of Mirrors        | 5:34  |
| 12.          | Inamorata              | 11:10 |
| Total längd: | Total längd:           | 77:10 |

## Medverkande
- James Hetfield – sång, kompgitarr
- Lars Ulrich – trummor
- Kirk Hammett – sologitarr
- Robert Trujillo – basgitarr